# Shaldon (Devon)

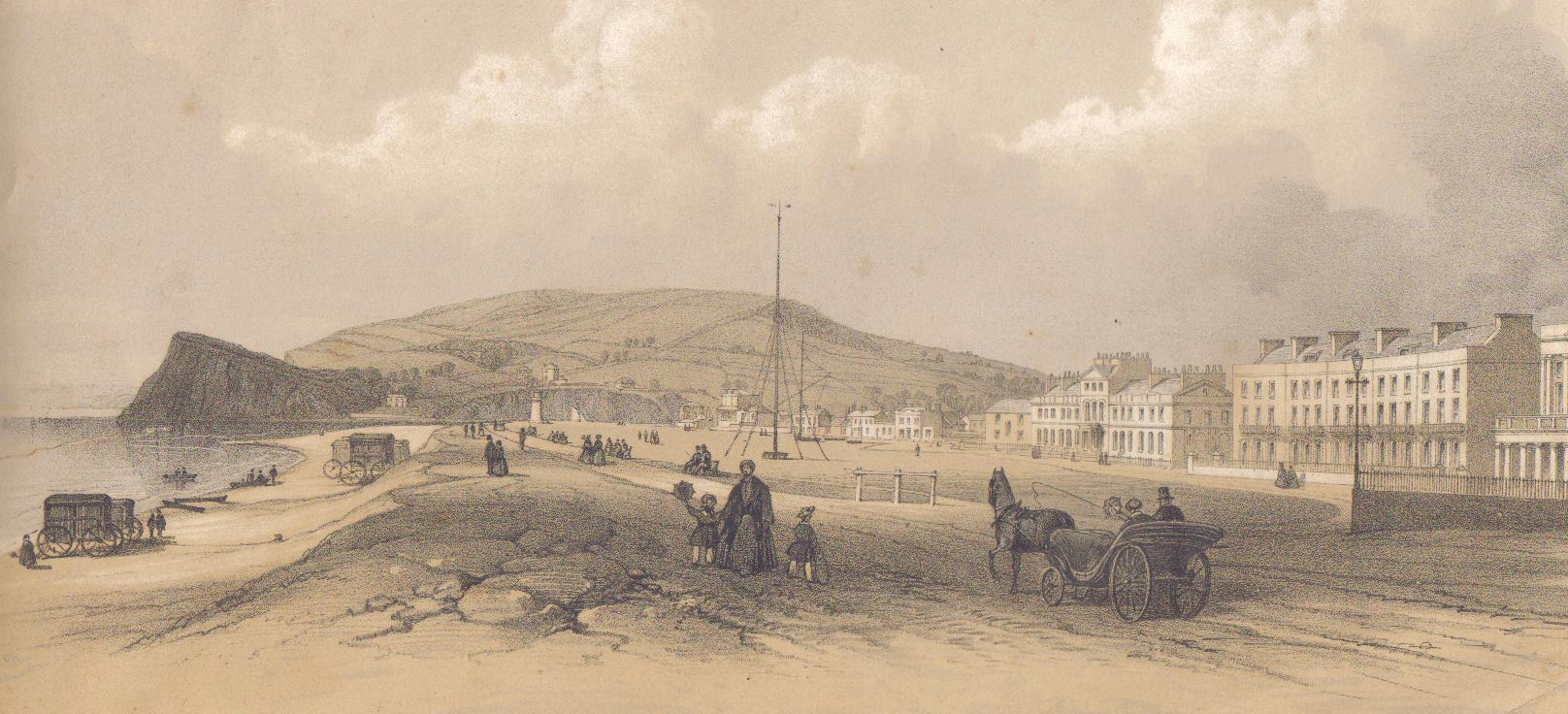
Ansicht der Landzunge The Ness mit Shaldon aus der Mitte des 19. Jahrhunderts

Shaldon ist ein Dorf und ein Civil parish in Teignbridge in Devon, England. Der Ort liegt auf dem südlichen Ufer des Ästuars des River Teign, gegenüber der Stadt Teignmouth. Shaldon ist ein beliebter Badeort und charakteristisch für seine Georgianische Architektur. Laut der Volkszählung von 2021 hat das Dorf 1.716 Einwohner.

## Geographie
Das Dorf Shaldon liegt am südlichen Ufer des Mündungsästuars des River Teign. Zu dem Civil parish of Shaldon gehört neben dem Dorf Shaldon auch das westlich (flussaufwärts) gelegene Dorf Ringmore. Die nördliche Grenze des Parishs folgt dem Üfer des Flusses, und die östliche Grenze bildet der Ärmelkanal, wobei sich ein langer schmaler Streifen der Gemarkung rüsselartig entlang der Küste nach Süden zieht, wo er auf wenigen hundert Metern Länge an Torbay stößt. Im Westen, Süden und Südosten hat Shaldon eine gemeinsame Grenze mit Stokeinteignhead. Das Dorf bildet mit diesem Ort einen Großteil des Wahlbezirkes Shaldon, der 2011 eine Einwohnerzahl von 2465 hatte.

## Geschichte
Shaldon gehörte einst zum Hundred of Wonford. Die ursprüngliche Besiedlung erfolgte flussaufwärts in Ringmore, wo im Tal Ackerbau möglich war und die Dorfbewohner vor den Unbilden des Meeres besser geschützt waren. Bis zum Beginn des 20. Jahrhunderts gab es in Ringmore zahlreiche funktionierende Bauernhöfe, mit ausgedehnten Streuobstwiesen mit Äpfeln und anderen Erzeugnissen, darunter Mostäpfeln, Brunnenkresse sowie Weiden, deren Ruten zur Fertigung von Hummerfallen dienten. Außerdem gab es am Ufer Werften für den Bau und die Reparatur von Booten.
Shaldon selbst ist auf gewonnenem Land gebaut, ein um 1800 errichteter Deich soll verhindern, dass der Fluss seine früheren Ufer erreicht.

## Verwaltung
Shaldon gehört seit 1974 zum Distrikt Teignbridge, der aufgrund des Local Government Act 1972 geschaffen wurde. Zuvor gehörte Shaldon zum St Nicholas Parish, zu dem auch Teile des benachbarten Dorfes Ringmore gehörten. Seit 1881 gehörte Shaldon und die Umgebung zum Teignmouth Urban District.

## Regatta
Die seit mindestens 1817 ausgetragene Regatta ist eine der ältesten ihrer Art in England. Die heute neuntägige Veranstaltung findet jedes Jahr im August statt.

## Homeyards Botanical Gardens

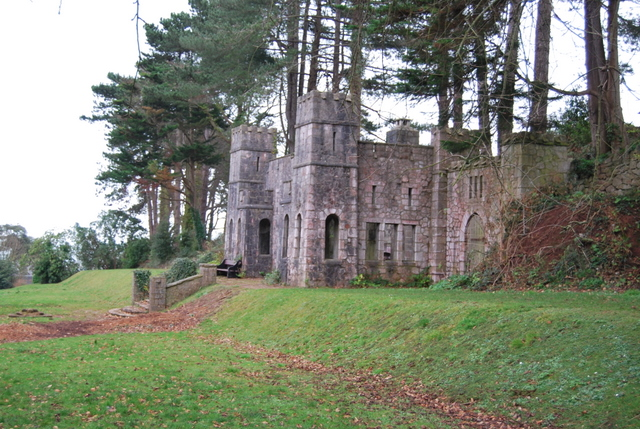
Shaldon Castle ist ein Folly in den Homeyards Botanical Gardens.

An einem Hügel oberhalb des Dorfes liegen die Gartenanlagen, die Ende der 1920er und zu Beginn der 1930er Jahre von Maria ‚Laetitia‘ Kempe Homeyard angelegt und deren bauliche Anlagen von Thomas Rider errichtet wurden. Sie bestehen aus einem informell angelegten Arboretum mit einem Höhenweg, der den Blick auf den Ästuar des River Teign und die Kreideküste ermöglicht. Der botanische Garten wurde 1955 erstmals für die Öffentlichkeit geöffnet und ist ganzjährig geöffnet. Um seine Pflege kümmert sich der Teignbridge District Council.

## Belege
1. ↑  Cally Law: Smooth sailing. In: The Sunday Times. thesundaytimes.co.uk, 30. Juni 2006, archiviert vom Original (nicht mehr online verfügbar) am 23. September 2016; abgerufen am 23. September 2016.
2. ↑  Map of Devon Parishes (Memento vom 2. November 2013 im Internet Archive) (PDF).
3. ↑  Ward population 2011.
4. ↑  Devon Libraries Local Studies Service: Shaldon community page. (Memento vom 2. März 2008 im Internet Archive)
5. ↑  GENUKI/Devon: Shaldon – Genealogy.
6. ↑  Shaldon Regatta. Abgerufen am 17. August 2025 (englisch).